# Rushia
Rushia är ett släkte av skalbaggar som beskrevs av Auguste-Henri Forel 1893. Rushia ingår i familjen brunbaggar.
Släktet innehåller bara arten Rushia parreyssii.